# Charles Goerens

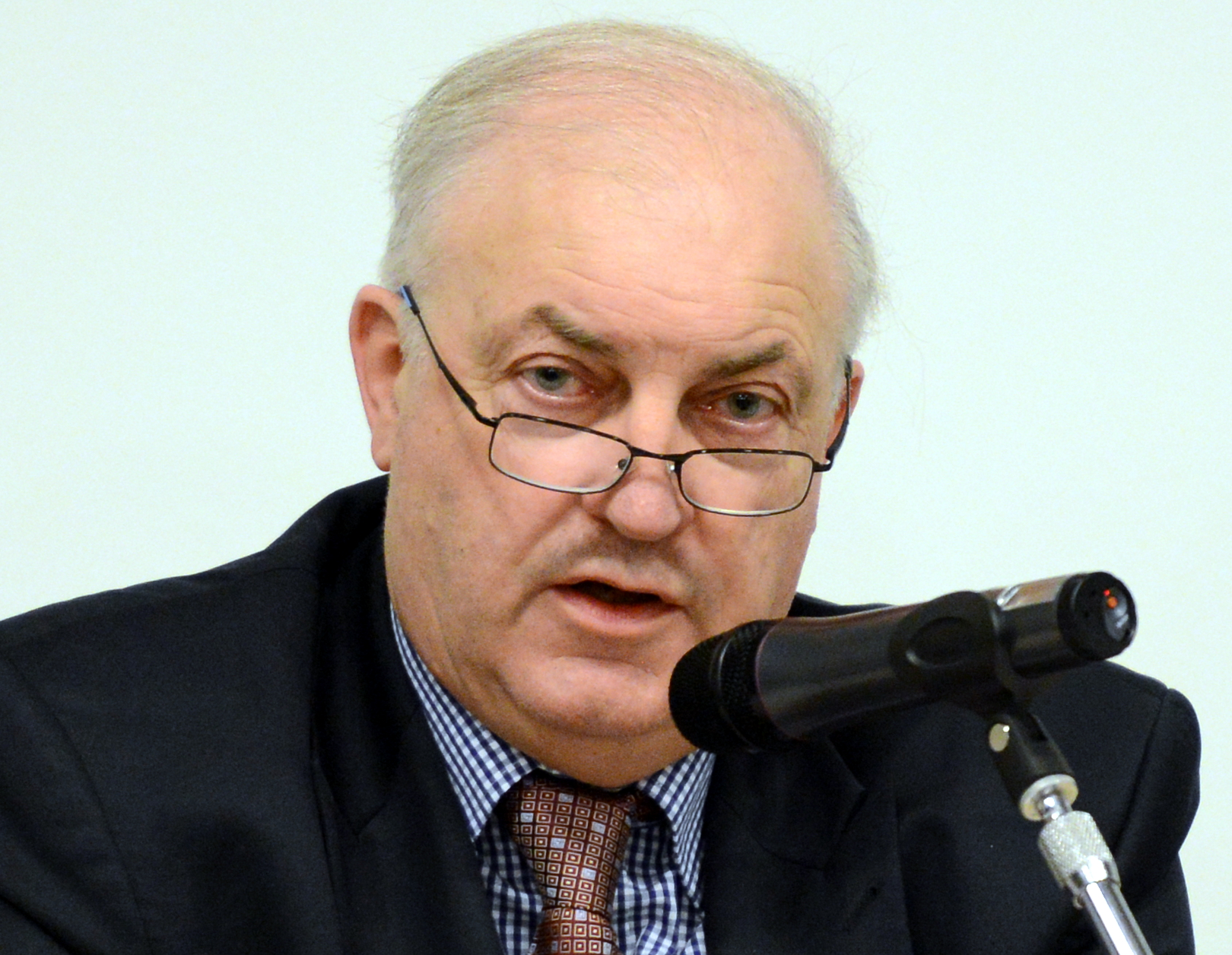
Charles Goerens (2014)

Charles Goerens (Ettelbruck, 6 februari 1952) is een politicus uit Luxemburg.

## Biografie
Na zijn schooltijd studeerde Goerens landbouwwetenschappen. Naast zijn studie was Goerens politiek actief en lid van de Luxemburgse liberale Demokratesch Partei, met Goerens onder het voorzitterschap in 1989-1994. Goerens gaf het voorzitterschap van de partij in 1994 over aan Lydie Polfer.
Goerens was lid van het Europees Parlement in de periode 1982-1984 en in 1994-1999. Daarna zat Goerens in de regering van Jean-Claude Juncker van 7 augustus 1999 tot 31 juli 2004 als Minister van Defensie en de Minister van Milieu van Luxemburg. Voor een paar dagen van 20 juli 2004 tot 31 juli 2004 was Goerens ook minister van Buitenlandse Zaken van Luxemburg. Na de Luxemburgse parlementsverkiezingen van 2004 verloor Goerens zijn ministerspost. Zijn opvolger als Minister van Defensie van Luxemburg was Luc Frieden en de opvolger als Minister van Buitenlandse Zaken was Jean Asselborn.
Sinds 2009 is Goerens opnieuw lid van het Europees Parlement.

## Europees Parlement
Goerens is vicevoorzitter van de Delegatie in de Paritaire Parlementaire Vergadering.
Hij is lid van de Commissie ontwikkelingssamenwerking en de Subcommissie mensenrechten. Plaatsvervanger is Goerens in de Commissie buitenlandse zaken, de Begrotingscommissie en de Bijzondere Commissie georganiseerde misdaad, corruptie en het witwassen van geld.
- International Standard Name Identifier: 0000 0001 1440 2682
- Library of Congress Control Number: no2008034530
- Nationale Bibliotheek van Tsjechië: hka2010600009
- Nationale Bibliotheek van Polen: a0000003735578
- Nederlandse Thesaurus van Auteursnamen: 31592263X
- Virtual International Authority File: 26867777
- WorldCat: E39PBJr7QwHQ6CtqCTtXMM6kDq